# Craiva (okręg Arad)
Craiva – wieś w Rumunii, w okręgu Arad, w gminie Craiva. W 2011 roku liczyła 585 mieszkańców. 